# 2020年代のJRダイヤ改正
2020年代のJRダイヤ改正（2020ねんだいのジェイアールダイヤかいせい）では、2020年代にJRグループ各社で行われる各ダイヤ改正について記す。
なお、JR東日本のBRT路線については気仙沼線・大船渡線BRTを参照のこと。

## 2020年（令和2年）

### 3月14日
各社でダイヤ改正を実施した       。

- 新幹線
  - 東海道・山陽・九州新幹線[1] [9]
    - 号数付番の整理が行われた[注 1]。
    - 東海道新幹線で従来の「のぞみ10本ダイヤ[注 2]」に代わり「のぞみ12本ダイヤ[注 3]」が開始された[注 4] [10]。
    - 東海道・山陽新幹線を直通運転する「のぞみ」がN700Aタイプに統一された[10]ため、直通運転する一部の「のぞみ」上下計112本[注 5]の所要時間が短縮された。これにより、東京駅 - 博多駅間の定期「のぞみ」が4時間台の運転、東京駅 - 広島駅間は定期「のぞみ」の約9割が3時間台での運転となった。
    - 「みずほ」は、臨時列車1往復が定期化された。また、新たに3往復が福山駅・新山口駅に停車するようになった。
    - さくら552号が福山駅にも停車するようになった。これにより、「さくら」全列車が福山駅停車となった。

  - 東北・北海道新幹線[1] [11] [12] [13]
    - 東京駅 - 新青森駅間で「はやぶさ」が3往復増発された。
    - 東京発仙台行き下り列車1本が盛岡・新青森行きに延長された。

  - 上越・北陸新幹線
    - 上野駅 - 高崎駅間に「たにがわ」が1往復増発[注 6]された[14]。上野駅発着の定期列車が設定されるのは、1997年（平成9年）10月1日のダイヤ改正で東北新幹線方面と共に消滅して以来約22年半ぶり。

- 北海道[2]
  - 駅
    - 根室本線の古瀬駅、釧網本線の南弟子屈駅が廃止された[10]。

  - 特急列車
    - 特急「北斗」の24本中19本が白老駅に停車するようになった[1]。
    - 特急「スーパー北斗」「スーパーおおぞら」「スーパーとかち」について、列車名から“スーパー”が外された。

  - 普通・快速列車
    - 快速「エアポート」の札幌駅 - 新千歳空港駅間での1時間の本数が4本から5本になり、1日116往復から148往復に増発された。なお、増発された快速「エアポート」のうち、朝通勤時間帯と夜間帯の4本は、空港利用客と通勤・通学客の分離を図るため新札幌駅と南千歳駅のみに停車する速達タイプの特別快速「エアポート」となった[1] [15]。
    - 従来運転していた区間快速「いしかりライナー」が廃止され、手稲駅～札幌駅～江別駅間の本数が整理された。
    - 新形式H100形が導入された[10]。

- 東日本[3] [16]
  - 駅（常磐線以外）
    - 山手線・京浜東北線の田町駅 - 品川駅間に高輪ゲートウェイ駅が開業した[1] [10]。

  - 常磐線[17]
    - 本改正にて、東日本大震災とその後の福島第一原子力発電所事故の影響により運転を見合わせていた常磐線の富岡 - 浪江間が9年ぶりに運転再開された。これをもって常磐線は全線復旧となった[10]。普通列車は原ノ町駅で系統分離された[注 7]。特急「ひたち」の3往復が仙台駅発着に延長[注 8]設定された。
    - 臨時駅だった常磐線のJヴィレッジ駅が常設化された[18] [10]。
    - 佐貫駅が「龍ケ崎市駅」に改称された[18] [10]。
    - これまでいわき発着だった「ときわ」83号・64号が高萩駅発着に短縮され、いわき駅発着の「ときわ」が廃止となった。

  - 特急列車（常磐線以外）
    - 「スーパービュー踊り子」に代わり、新たに新形式E261系による「サフィール踊り子」が設定された[1] [10]。
    - 「踊り子」の一部にE257系が投入された[10]。今後185系を順次置き換える。また、号数付番の方法が変更された。
    - 「富士回遊」が1往復増発され[19]、新たに千葉始発の列車が設定された[20] [21] [22]。また、「富士回遊」全列車が富士急行線下吉田駅に停車するようになった[21] [22]。
    - 「あずさ」のうち南小谷駅発着となる列車が変更された。また、甲州市・山梨市・笛吹市からの反発を受けた形で、2019年（平成31年）3月16日のダイヤ改正で全列車が通過するようになっていた塩山駅・山梨市駅・石和温泉駅の特急停車が復活したほか[19]、大月駅・韮崎駅・富士見駅・下諏訪駅・岡谷駅・塩尻駅の停車本数が増加した[21] [22] [23] [24]。
    - 「あずさ」「かいじ」の号数が、これまでの列車別から、新宿駅発着基準の上下両系統を合わせた運転順に変更された。これに伴い「あずさ2号」が廃止された[注 9] [22]。
    - 東京18:30発の「はちおうじ」が「おうめ」に変更された[21]。
    - インバウンド需要の増大を受け、東京駅 - 成田空港駅間を6両編成で運転していた「成田エクスプレス」2往復が12両編成に変更された。これにより、同区間では全列車が12両編成で運転されるようになった[20]。

  - 普通・快速列車（常磐線以外）
    - 中央・総武線各駅停車の各駅でホームドアが設置されることに伴い、従来早朝・深夜に運行していた東京駅発着の中央線各駅停車と御茶ノ水駅折り返しの総武線各駅停車の運転を終了した[20] [21] [22] [10]。これに伴い、東京・新宿方面から八王子駅・西八王子駅・高尾駅に至る終電の時刻が繰り上がった。
    - ホームドアの設置準備のため、中央・総武線各駅停車における6ドア車の運用が終了し、1990年（平成2年）から続いていた6ドア車の歴史に幕を下ろした。
    - これまでダイヤ乱れ時を除き全列車E233系で運転されてきた中央特快のうち、平日の下り1本[注 10]が209系1000番台で運転されるようになった。
    - 深夜時間帯に中央特快が1.5往復[注 11]設定された[21]。
    - 毎日運転の臨時列車だった成田線成田空港駅23時45分発（空港第2ビル駅23時47分発）の快速千葉行きが定期列車に昇格した。
    - 両毛線のあしかがフラワーパーク駅・南武線浜川崎支線の小田栄駅発着の運賃を新たに設定し、運賃特例が廃止された[25][26]。
    - 南武線では、平日夕方の川崎発登戸行き1本および稲城長沼発川崎行き1本が川崎駅 - 立川駅間の運転に変更された[21]。
    - 従来全車自由席だった磐越西線の郡山駅 - 会津若松駅間の快速列車のうち、3往復に指定席を導入して快速「あいづ」という名称が設定された[12] [10] [注 12]。
    - 仙台 - 仙台空港間で設定されている2両編成の列車のうち、7往復が4両編成に変更された[12]。
    - 山田線の快速「リアス」が千徳駅に停車するようになった[11]。

  - Suica関連
    - 鹿島線でSuicaの利用が開始された。

- 東海[4]
  - 駅
    - 参宮線の臨時駅池の浦シーサイド駅が廃止された[10][注 13]。
    - 東海道本線の袋井 - 磐田間に御厨駅が開業した[1] [10]。

- 西日本[5]
  - 特急列車
    - 特急「はるか」に新型車両271系が投入された。これにより、従来平日6本・土休日3本を除き6両で運行していた「はるか」は全列車9両に変更された[1] [27] [10]。
    - 特急「くろしお」の和歌山方面行き2本・新大阪行き3本が日根野駅に新規停車し、「くろしお」の全列車が日根野駅停車となった[1]。また、「パンダくろしお（Smileアドベンチャートレイン）」はこれまでランダムに運用されてきたが、特定の列車に毎日充当されるようになった[注 14][27] [28]。

  - 普通・快速列車
    - JR宝塚線で、日中時間帯の丹波路快速・快速は、大阪駅～宝塚駅間で通過運転する区間快速に変更された。この時間帯の普通列車は新三田駅発着から宝塚駅発着に変更された[27]。
    - 大和路線のJR難波駅と和歌山線の高田駅を直通する快速の日中時間帯の運転が取り止められた。代替として、王寺駅 - 高田駅間で普通列車が運転される[27]。
    - 一部6両編成で運転されていた「大和路快速」が全列車8両編成となり、大阪環状線の列車は特急列車を除いて8両編成に統一された[27]。
    - 西九条駅構内の配線が一部変更されたため、JRゆめ咲線では平日朝方に2往復増発された[27]。
    - 奈良線では、土曜・休日の「みやこ路快速」が全列車6両編成で運転されるようになった[27]。
    - きのくに線では、113系2両編成で運転されていた御坊駅 - 紀伊田辺駅間の普通列車（ワンマン）が227系に置き換えられ[28]、車庫への出入庫を兼ねて運転されていた日根野駅 - 紀伊田辺駅間直通の普通1往復は和歌山駅で系統分割された。これにより、阪和線は特急以外の全列車が223系・225系に統一された。
    - 日中の伯備線岡山駅 - 備中高梁駅間を結ぶ普通列車3往復は総社駅折り返しに見直された。3往復のうち岡山駅を発車する、倉敷方面、総社行きの列車は、10時40分発、11時41分発、12時17分発である。
    - 2018年（平成30年）10月の豪雨災害復旧暫定ダイヤより曜日を問わず同じダイヤで運行していた山陽本線の糸崎駅 - 岩国駅間・呉線・可部線・芸備線の三次 - 広島間において、平日ダイヤと土休日ダイヤを分離した[29]。
    - 山陽本線の西条 - 広島間・広島 - 岩国間で快速「シティライナー」の運転を再開した[注 15][29]。
    - 宇部線において従来休日運休となっていた[注 16]列車が毎日運行となり、時刻が毎日同じとなった[29]。
    - 終電時間の繰り上げにより、一部列車が運行を取り止めた。

- 四国[6]
  - 駅
    - 予讃線の北伊予 - 伊予横田間に南伊予駅が開業した[1] [10]。

  - 特急列車
    - 特急「南風」の3往復が宇多津駅に停車するようになった。これにより、「南風」の全列車が宇多津駅停車となった[1]。また、南風6号が中村始発から高知始発に変更（中村発高知行きのあしずりを設定）され、「南風」の全列車の運転区間が岡山 - 高知間に統一された。

  - 普通・快速列車
    - 高松駅を10時台〜15時台に発車する快速「マリンライナー」・快速「サンポート」・予讃線普通列車の発車時刻がパターン化された。
    - 各路線で、朝晩を中心に、列車の運行時刻・区間が見直された。

- 九州[7]
  - 普通・快速列車
    - 新形式YC1系が導入された[1] [10]。
    - 朝ラッシュ時に香椎線の列車が鹿児島本線へ直通するようになった。
    - 松浦鉄道西九州線からJRの佐世保線（早岐駅 - 佐世保駅間）への片乗り入れ運転が廃止された[30]。

- 貨物[8] [31]
  - 駅
    - JR松山駅付近連続立体交差事業に伴い、現在の松山駅（貨物）が予讃線の北伊予駅 - 伊予横田駅間へ移転し、あわせて松山貨物駅に改称された[1] [10]。

  - 貨物列車
    - 73列車から76列車の牽引機がEF66形に変更された[32]。
    - EF210形300番台の増備に伴い、運用範囲を吹田貨物ターミナル以東へと拡大した[33]。
    - 最後の石炭輸送列車が廃止された。

### 5月7日
- 札沼線の北海道医療大学 - 新十津川間が廃止され、石狩当別 - 北海道医療大学間の列車の本数が削減された。

### 6月6日
- 東武鬼怒川線の東武ワールドスクウェア駅が終日営業となったため、「きぬがわ」「スペーシアきぬがわ」の全列車が東武ワールドスクウェア駅に停車するようになった。

### 8月8日
- 九州
  - 熊本地震の影響により長らく不通となっていた豊肥本線が全線で運転を再開した。
  - 九州横断特急の運転区間が震災前の熊本 - 別府間に戻った。このうち、71号と74号は土休日だと「あそぼーい！」として運行される。
  - 熊本 - 宮地間の特急「あそ」が設定された。

### 11月1日
- 牟岐線の阿波海南 - 海部間がDMV工事に伴い、阿佐海岸鉄道に移管されたため、全ての列車が阿波海南発着に改められた。

## 2021年（令和3年）

### 3月13日
各社でダイヤ改正を実施。
前年からの新型コロナウイルス感染症の世界的流行により多くの鉄道会社で輸送人員が減少した影響を受け、優等列車・普通列車とも減便が目立つ改正となったほか、夜間時間帯の利用者が特に減少している点および終電後の保守作業時間確保の観点から、JR東海を除く各線で終電の繰り上げを実施した。また、これに追随する形で多くの私鉄各社が同日にダイヤ改正を実施し、終電の繰り上げや減便が実施された。
- 新幹線
  - 東海道・山陽・九州新幹線[34]
    - 東海道・山陽区間では、前年夏より営業運転を開始した「N700S」の増備に伴い運用が一部固定化された。
    - 山陽区間の一部「こだま」の運行を取りやめ。
    - 九州区間では「つばめ」と「さくら」を合わせ、全体の約1割にあたる15本が削減され、筑後船小屋駅始発・終着の「つばめ」が消滅。

  - 東北・北海道・上越・北陸新幹線 共通事項
    - 上野 - 大宮間の最高速度を130km/hに引き上げたことにより、所要時間が1分程度短縮された。

  - 東北・山形・秋田・北海道新幹線[35][36][37]
    - 「はやぶさ」が1往復（20号・37号）が削減された。
    - 「はやぶさ・こまち45号（新青森・秋田行）」が上野駅に新規停車。

  - 上越・北陸新幹線[38][39]
    - 越後湯沢駅以北におけるE4系16両編成の運行が終了した。
    - 一部の「つるぎ」を平日のみの運行とした。

- 北海道[37]
  - 特急の大幅な見直しが行われ、特急「北斗」や特急「カムイ」などが減便（一部は臨時列車化）されたほか、特急「大雪」の全列車と特急「サロベツ」1往復は閑散期の火〜木曜日に運休となる臨時列車に格下げされた。
  - 苫小牧地区と旭川地区の普通列車にH100形が投入され、室蘭本線や宗谷本線（旭川〜名寄間）などで営業運転を開始した。
  - 本改正でも利用客の少ない駅の見直しが行われ、函館本線・宗谷本線・石北本線・釧網本線で合わせて18駅が廃止された。

- 東日本[40]
  - 在来線特急列車
    - 「踊り子」の使用形式をE257系に統一。後述のライナー列車廃止と合わせて185系は定期運用から離脱、JR東日本管内における国鉄型特急車両の定期運用が終了した。
      - これに伴い、臨時列車として設定されていた我孫子駅発着の列車が廃止された。

    - 「湘南ライナー」「おはようライナー新宿」「ホームライナー小田原」をすべて廃止し特急「湘南」に格上げされた。これにより、215系は定期運用から離脱した。
    - その「踊り子」「湘南」では本改正にて、普通車のすべての座席が指定可能となるなどの新たな着席サービスが導入された。これに伴い、これまで特急料金が設定されていなかった伊豆箱根鉄道駿豆線内（三島駅 - 修善寺駅間）においても、本改正にて特急料金が設定された。
    - 「成田エクスプレス」では高尾駅発着の列車（2往復）が、八王子駅発着に見直されたほか8号の行き先が新宿行きから池袋行きに延長された。
    - 上野発22時台終わりの「スワローあかぎ」10号が廃止となった。
    - 休日の「あかぎ」の指定席をグリーン車含めて5両に拡大した。
      - 前橋駅発着は高崎駅発着に見直された。

  - 首都圏在来線
    - 東海道線の快速「アクティー」の日中および上りの運行と通勤快速を廃止し、「アクティー」は夜の東京発下り2本のみに。これにより、特急を除く日中の速達列車は湘南新宿ライン特別快速だけになった。
    - 平日ダイヤの東海道線藤沢始発の列車1本を辻堂始発に変更した。
    - 宇都宮線・高崎線の通勤快速を廃止し、それぞれ「ラビット」と「アーバン」に統一。
    - 宇都宮線快速の停車駅に東大宮駅を追加。
    - 常磐線各駅停車では、土曜・休日における我孫子駅 - 取手駅間の運転が取り止められた。自動列車運転装置(ATO)を使用した運行が開始された。
    - 千葉地区では新型車両E131系0番台が投入されワンマン運転が開始された。また内房線・外房線でも日中を中心に木更津駅 - 安房鴨川駅 - 上総一ノ宮駅間直通の列車が設定されワンマン運転が開始された。
    - 水戸線では、常磐線直通列車を含む全列車でE531系5両編成によるワンマン運転が開始された。
    - 215系の定期運行終了に伴い、臨時快速「ホリデー快速ビューやまなし」が廃止された。
    - 機関車と長物車を用いたレール輸送が終了し、キヤE195系気動車によるレール輸送に置き換えられた。

  - その他の在来線[38][35]
    - 東日本台風で被災した水郡線は3月27日に全線で復旧した。
    - 奥羽本線では、秋田市内に泉外旭川駅が開業した一方、福島市内の赤岩駅が廃止された。
    - 東北本線（仙台地区）では、輸送障害発生時の影響範囲縮小の観点から、日中時間帯は福島駅 - 白石駅間と白石駅 - 仙台駅間に系統分割され（白石駅では同一ホームで相互連絡）、快速「仙台シティラビット」が普通列車に変更される形で廃止された。
    - 「らくらくトレイン村上」が廃止され、「おはよう信越」と「らくらくトレイン信越」が「信越」に統合された。
    - 秋田・青森地区では、キハ40系の一般車が運行を終了し、男鹿線の全列車が蓄電池電車EV-E801系（ACCUM）に置き換えられたほか、五能線の「リゾートしらかみ」を除く全列車と奥羽本線・津軽線の一部列車がGV-E400系に置き換えられた。
    - 青森発着の快速「しもきた」が廃止され、代わりに大湊線内で完結する快速「しもきた」が設定された。

  - その他の事項
    - 交通ICカード入場サービス「タッチでエキナカ」のサービスを開始し、Suica、PASMOなどといった交通ICカードを入場券の代わりに使うことができるようになった。ただし、定期券の区間内で「タッチでエキナカ」を試みると、システム上運賃が引かれないが、規定により悪用を禁じている。

- 東海[41]
  - プレスリリース上の主要トピックスには、在来線は記述されなかった。
    - これまでTOICAが使用できなかった会社境界線の駅である国府津駅、熱海駅、米原駅でTOICAが使用できるようになった。ただし、エリアをまたいでの利用はできない。
      - 国府津駅発着で東海道本線の熱海以西をまたいだ場合、国府津 - 御殿場線 - 沼津経由として運賃が計算されるため注意が必要である。

    - 列車面では、一部列車の時刻修正および鳥羽駅の0番線使用停止[42][43]など一部の設備使用見直しのみに留まった。
      - 減便、終電繰り上げは実施されなかった。

- 西日本[44]
  - 在来線特急列車
    - 一部の「はるか」が9両編成となった。これにより休車となっていた271系の運行が再開された。なお、運行区間は米原発着から野洲発着に変更した。
    - 「はしだて」1号・6号の時刻を変更し、天橋立の滞在時間が増加した。
    - 「はまかぜ」「びわこエクスプレス」が全車指定席となった。
      - 「びわこエクスプレス」については、新たに南草津駅にも停車するようになった。

    - 「らくラクはりま」の運行区間を新大阪駅まで延長し、おおさか東線および東海道新幹線への乗り換えを改善した。また、大久保駅を停車駅に追加した。
    - 夕方の下り「こうのとり」が新たに西宮名塩駅に停車するようになった。
    - 「サンダーバード」「くろしお」「こうのとり」「きのさき」の一部列車が週末および土曜・休日を中心とした運転に見直されたほか、「はるか」は改正前30往復のうち19往復（日中は全列車）が臨時列車に格下げ。また「ダイナスター」1往復の運転も取り止められた（臨時列車に格下げ）。

  - 京阪神地区在来線
    - 関西本線の亀山駅 - 加茂駅間、紀勢本線（きのくに線）の紀伊田辺駅 - 新宮駅間、山陰本線の園部駅以北、舞鶴線、福知山線の篠山口駅以北でICOCAの使用が開始された。
    - 和歌山地区では、227系（1000番台）がきのくに線・紀伊田辺駅 - 新宮駅間の普通列車にも投入され、関西エリアから105系の定期運用が消滅した。
    - 大阪環状線では、土曜・休日の10時台から12時台における京橋駅 - 桜島駅間の一部列車が廃止または大阪駅発着に短縮された。また桜島線で平日朝方の一部列車の運転が取り止められた。
    - 山陰本線では、朝方の園部方面行きの快速列車が普通列車に変更されたほか、日中の時間帯の一部が園部駅～胡麻駅間の運行に見直された。
    - 湖西線では、日中の近江舞子駅発着の普通列車の一部が堅田駅発着に見直された。また、土曜・休日における京都駅 - 堅田駅間の運転は廃止された。
    - 福知山支社管内は山陰本線（園部駅 - 鳥取駅間）・舞鶴線・播但線（寺前駅 - 和田山駅間）の快速列車が普通列車に変更され、播但線・寺前駅 - 和田山駅間の普通列車1往復が豊岡駅直通になった。

  - その他の在来線
    - 七尾線では普通列車が521系に統一され、同線でICOCA（車載型改札機）の使用が開始された。これに伴い、415系800番台と413系の運行が終了した。413系には最後の急行型電車として知られていたクハ455形700番台も含まれていたため、急行型電車のJRにおける定期運用が完全に終了となった。

- 四国[45]
  - 「南風」「しまんと」が全列車2700系での運転となった。
  - 「ミッドナイトEXP高松」「ミッドナイトEXP松山」が廃止された。
  - 予土線の列車が減便され、特に江川崎駅 - 窪川駅間は1日4往復に減らされた。

- 九州[34]
  - 大分駅発最終列車の時刻がこれまでの23時40分発から10分繰り上がり、23時30分発に変更。
  - 長崎地区におけるキハ200系の定期運用が終了した。
  - 「有明」が廃止された。

- 夜行列車
  - 前述の特急「湘南」の運行開始に伴い、寝台特急「サンライズ出雲・瀬戸」出雲市・高松行の東京駅発車時刻がこれまでの22時00分から21時50分に繰り上げられた（熱海駅から先は改正前のダイヤを踏襲）。
  - 185系の老朽化と新型コロナウイルス感染症拡大に伴う生活様式の変化に伴い[46]、臨時快速「ムーンライトながら」を廃止。「大垣夜行」から続く東京 - 大垣間での夜行快速の歴史に終止符が打たれた。

- 貨物
  - 大手運送会社のブロックトレインが増発された。安治川口駅ー盛岡貨物ターミナル駅間では福山通運の専用列車「福山レールエクスプレス」が(運行開始は同年3月23日)[47]、名古屋貨物ターミナル駅ー福岡貨物ターミナル駅では西濃運輸の混載列車「カンガルーライナー」が(運行開始は同年3月29日)、それぞれ1往復ずつ増発された[48]。なお、この他に東京貨物ターミナル駅ー東福山駅で、西濃運輸の「カンガルーライナー」1往復が新たに設定されていたが、こちらの運行開始は同年10月5日となった[49]。(鉄道貨物協会発行の「2021貨物時刻表 2021年3月ダイヤ改正」には掲載されていた。)
  - 名古屋地区で運行していたDD51形ディーゼル機関車の運行が終了、1962年の登場以来、59年間続いていた定期運用が消滅した。
  - この他にも国鉄型機関車の運用が削減され、関東地区へのEF64形の乗り入れが終了した。

### 10月2日
JR西日本で昼間時間帯の減便を中心としたダイヤ改正を実施。なお、時刻の変更はないがJR東日本では上越新幹線で「Max」の定期運用終了による運用変更が同日に行われたため、こちらについても記述する。
- 新幹線
  - 上越新幹線
    - 前日を以てE4系「Max」の定期運用を終了、E2系とE7系に統一された。
      - 大きなトピックとして、最速列車である「とき」311・312号の使用車両がE2系からE7系に変更された。
- 西日本
  - 京阪神地区[51]
    - 琵琶湖線長浜駅 - 米原駅間、JR京都線京都駅 - 高槻駅間（土休日のみ）、JR神戸線須磨駅 - 西明石駅間（土休日のみ）、山陽本線姫路駅 - 上郡駅間、赤穂線相生駅 - 播州赤穂駅間、大和路線奈良駅 - 加茂駅間において昼間時間帯の半数程度の運転を取りやめ。

  - 北陸地区[52]
    - 小浜線は全区間で一部列車の運転を取りやめ。また、下り終電は東舞鶴発の小浜行きを21時台から20時台、敦賀発の小浜行き終電を22時過ぎから21時半過ぎに見直し。
    - 越美北線福井駅 - 越前大野駅間において、越前大野発4時台と福井発6時半などの列車の運転を取りやめ。これにより、越美北線の始発列車は上りが九頭竜湖発5時台・越前大野発6時台の福井行き、下りが福井発9時過ぎの九頭竜湖行きとなる。
    - 城端線で臨時快速「ベル・モンターニュ・エ・メール」（愛称：べるもんた）を除く全ての列車をワンマン運転化。

  - 和歌山地区[53]
    - きのくに線新宮駅 - 紀伊勝浦駅間と周参見駅 - 紀伊田辺駅間において土休日の朝夕時間帯の一部列車の運転を取りやめ。
    - 和歌山線和歌山駅 - 粉河駅間において昼間時間帯の本数を2本から1本に見直し。

  - 北近畿地区[54]
    - 山陰本線園部駅 - 胡麻駅間と豊岡駅 - 城崎温泉駅間において土休日の一部列車の運転を取りやめ。
    - 山陰本線浜坂駅 - 鳥取駅間の終電を繰り上げ。同区間の終電は下りが浜坂発22時半過ぎの鳥取行き、上りが鳥取発21時台の浜坂行きとなる。

  - 岡山地区[55]
    - 山陽本線岡山駅 - 福山駅間、瀬戸大橋線岡山駅 - 茶屋町駅間、津山線、桃太郎線（吉備線）、福塩線福山駅 - 府中駅間、因美線津山駅 - 美作加茂駅間において一部列車の運転を取りやめ。
    - 津山線、姫新線津山駅 - 新見駅間、因美線津山駅 - 智頭駅間、芸備線新見駅 - 東城駅間において一部列車の時刻を変更。
    - 岡山発0時過ぎの倉敷行き下り終電が運転を取りやめ、23時半過ぎの備中高梁行きが下り終電となる。

  - 広島・山口地区[56]
    - 芸備線では三次発19時半の備後落合行きを備後庄原止まりとし、備後庄原駅 - 備後落合駅間の運転を取りやめ。
    - 福塩線では府中駅 - 三次駅間の1往復を吉舎駅 - 三次駅間の運転とし、府中駅 - 吉舎駅間の運転を取りやめ。また、同区間で一部列車の時刻を変更。
    - 山陽本線岩国駅 - 小月駅間で保守工事を行うため、毎週月曜日の昼間時間帯において一部列車の運転を取りやめ。

  - 山陰地区[57]
    - 山陰本線鳥取駅 - 浜田駅間、伯備線根雨駅 - 米子駅間、因美線智頭駅 - 鳥取駅間、境線において運転区間・時刻の見直し、一部の快速列車を普通列車に変更。
    - 木次線を除く各線区で終電を繰り上げ。
      - 山陰本線鳥取駅 - 浜田駅間
        - 米子発倉吉・鳥取方面の上り最終は21時台の鳥取行き（倉吉駅 - 鳥取駅間への最終列車）と22時過ぎの倉吉行き（米子駅 - 倉吉駅間への最終列車）となる。下りは変更なし。
        - 米子駅 - 出雲市駅間は23時台の最終を廃止し、22時台に繰り上げ。
        - 出雲市駅 - 浜田駅間は下りが出雲市発21時半過ぎの浜田行き（22時半過ぎの大田市止まりは廃止）、上りが浜田発21時台の出雲市行き（22時台の江津止まりは廃止）となる。

      - 境線は22時台前半（土日祝は21時台）に繰り上げ。
      - 伯備線は上りの米子発22時台の根雨行き（平日のみ運転）を廃止し、21時台の新見行きが上り最終列車となる。下りは変更なし。
      - 因美線は鳥取発22時台の智頭行きを廃止し、21時台に繰り上げる。上りは変更なし。

### 10月11日
貨物の南福井駅が着発線荷役方式に改良されたことで、取り扱う貨物列車の本数が上下で1本ずつ増加した。

## 2022年（令和4年）

### 3月12日
各社でダイヤ改正を実施。前年から引き続き、新型コロナウイルス感染症の影響による旅客の減少を受けて、減便を中心としたダイヤ改正となった。なお、九州については9月23日に西九州新幹線開業を控えている関係で小規模に留まる。
- 新幹線
  - 東海道・山陽・九州新幹線
    - 東海道・山陽区間では早朝・夜間の「のぞみ」30本を速達化し、下り広島行き最終列車は20時ちょうどに東京発、上り博多発始発列車は10時台に東京着とする[58]。
    - 山陽・九州区間では「さくら」4往復8本を臨時列車とし、山陽区間内の「ひかり」・「こだま」の運転区間や運転本数を見直す[59]。
    - 九州区間では下り最終「みずほ」の熊本駅 - 鹿児島中央駅間を臨時列車とし、深夜の鹿児島中央発川内行「つばめ」の運転を取りやめ[60]。

  - 東北・山形・秋田・北海道新幹線[61]
    - 「はやぶさ」13本（東京駅 - 仙台駅・盛岡駅・新青森駅間）、「こまち」2本（東京駅 - 秋田駅間）、「やまびこ」16本（東京駅 - 仙台駅間）、「なすの」1本（東京駅 - 那須塩原駅間）を臨時列車とし、「なすの」1本（東京駅 - 郡山駅間）の運転を取りやめ。
      - これに伴い、E6系が東北新幹線区間を単独で営業運転する列車が設定される。

    - 山形新幹線「つばさ」全列車を全車指定席とし、秋田新幹線「こまち」を含め在来線区間の特急料金を見直す。
      - 新幹線区間にまたがって利用する場合と在来線区間のみ利用する場合の料金を共通とし、指定席料金相当額の二重取りを解消する[62]。
      - 車両の老朽化に伴い、「とれいゆ つばさ」の運行が終了した。

  - 上越・北陸新幹線[61]
    - 「とき」4本（東京駅 - 新潟駅間）、「たにがわ」2本（東京駅・上野駅 - 高崎駅・越後湯沢駅間）、「かがやき」4本（東京駅 - 金沢駅間）を臨時列車とし、「たにがわ」についてはこの他に1本（越後湯沢駅 - 東京駅間）の運転を取りやめ、1本（高崎駅 - 東京駅間）を平日のみ運転とする。
    - 接続する在来線特急列車の運行計画の変更に伴い、「つるぎ」2本を週末中心の運転から毎日運転に変更する[63]。

- 北海道[64]
  - 特急「北斗」と北海道新幹線の接続時間を改善する。
  - 特急「おおぞら」を全列車キハ261系での運転とし、キハ283系の定期運用を一時的に終了するとともに閑散期の一部において4両編成とする。なお、キハ283系は「オホーツク・大雪」に転用される。
  - 特急「ライラック」1往復2本を臨時列車とし、土休日運転の「カムイ」2往復4本の運転日を繁忙期のみに縮小する。
  - 学園都市線において新駅「ロイズタウン駅」の開業に伴い輸送体系を見直すほか、当別町内の2駅が改称される。
  - 根室本線（新得駅 - 釧路駅）の全普通列車にH100形が投入され、旭川地区においても石北本線（旭川駅 - 上川駅間）に追加投入される。
  - 宗谷本線の東風連駅を移設し、名寄高校駅に改称すると同時に、すべての普通列車と快速「なよろ」が停車するようになった。
  - 土休日を中心に普通列車の運休や編成両数見直しを行い、輸送力の適正化を図る。
  - 本改正でも利用客の少ない駅の見直しが行われ、函館本線・根室本線・宗谷本線で合わせて7駅が廃止された。この中に最も新しい駅であった流山温泉駅が含まれており、同駅は開業から約20年で廃止となった。

- 東日本[61]
  - 在来線特急列車
    - 東海道線系統[65]
      - 新宿駅・池袋駅発着の「踊り子」1往復2本を土休日運転の臨時列車とし、平日の「踊り子」全列車が東京駅発着となる。
      - 「湘南」（駅・東京駅発着）では朝の上り品川行1本を東京行に延長し、深夜の下り1本を臨時列車とする。
        - 新宿駅発着の列車においては下り1本の運転時刻を新宿駅21:30発から18:25発に変更される。また、全列車が大崎駅に停車する。
        - これに伴う注意点として、藤沢駅では6:54に新宿行きの22号が1番線から、東京行きの4号が3番線からそれぞれ同時刻に発車するため、誤乗に関する注意喚起が行われている。

    - 中央本線系統[66]
      - 「あずさ」2往復4本について甲府駅 - 松本駅間での運転を取りやめ、「かいじ」に変更する。
        - 上記の代替として前後に運転される「あずさ」の途中停車駅を追加し、全列車が立川駅と上諏訪駅に停車する。

      - 「あずさ」1本、「かいじ」2本が新宿駅発着から東京駅発着に延長され、運転間隔の見直しも行われる。
      - 竜王・甲府発の上り始発特急となる「かいじ2号」の運転時刻を繰り上げ、新宿駅着を8時台とする。
      - 下り「はちおうじ」「おうめ」の運転時刻を見直し、「はちおうじ」については1本の運転を取りやめ、1本は臨時列車とする。
      - 多くの列車が9両編成に変更となり、余剰となった付属編成は多客期を中心に臨時特急「信州」を運行する。

    - 常磐線系統[67]
      - 「ひたち」1本（3号）、「ときわ」2本（土休日4本）が上野駅発着から品川駅発着に延長され、土休日は全列車が品川駅発着となる。
      - 「ときわ」については朝の上り2本、夕方以降の下り3本の運転を取りやめ、この他に3本の運転区間を短縮する。

    - 成田エクスプレス[68]
      - 日中時間帯を中心に千葉駅に1時間1本程度が停車する。これに伴い、日中の一部列車の運行を再開する。
      - 新宿 - 大宮間の運行を廃止とし、新宿駅発着に短縮する。

    - その他の特急列車
      - 「スワローあかぎ」では2号の始発駅を熊谷駅から本庄駅に延長するほか、朝の上り1本の運転時刻を上野駅着10時台から7時台に変更し、夜間の下り2本を臨時列車とする[69]。
      - 「さざなみ」では朝の上り1本の運転時刻を東京駅着9時台から8時台に変更する[68]。
      - 「しおさい」「さざなみ」「わかしお」の一部列車において指定席を拡大し、指定席の号車を編成ごとに統一する[68]。
      - 「いなほ」は秋田駅発着の1往復2本について酒田駅 - 秋田駅間を臨時列車とし、また酒田駅発着の「いなほ」1往復2本が4両編成・グリーン車なし（「しらゆき」編成）での運転となる。
      - 「しらゆき」1往復2本を削減[70]。これに伴って上越妙高駅で接続する列車が減るため、えちごトキめき鉄道妙高はねうまラインで毎日運転扱いの臨時普通列車「おかえり上越」（上越妙高→直江津間）を設定。

  - 首都圏在来線
    - 東海道線、横須賀線、山手線、中央線快速、中央・総武線各駅停車、宇都宮線、高崎線、京浜東北・根岸線、常磐線快速・常磐線、常磐線各駅停車、総武線快速、南武線、横浜線、青梅線、京葉線において朝通勤時間帯の列車本数を調整。
      - 上記のうち一部の路線では日中帯や夕夜間帯についても運転本数が見直される。

    - 山手線、京浜東北線では平日日中の運転間隔を5分に揃え、田端駅と田町駅での同一ホーム接続を改善する。
    - 青梅線では、青梅駅4:35発の各駅停車立川行きを快速東京行きの中央快速線直通運転に変更し、東京駅でのぞみ1号との接続ができるようになる。
    - 総武線快速で2往復4本運転されている通勤快速を廃止し、快速に変更[68]。
      - 京葉線の通勤快速、中央線快速の通勤特快、埼京線の通勤快速についても一部列車をより停車駅の多い種別に変更[66][68][69]。

    - 南武線の快速列車について土休日の運転時間帯を拡大。
    - 常磐線では、日中帯の普通列車1時間3本全てが品川駅発着、かつ20分間隔の均等化を図るが、特別快速の運転本数が削減され、土浦駅以北は5両編成の列車への乗り換え、もしくは後ろの10両編成を切り離すなど、運転本数や編成両数が見直される[67]。
    - 宇都宮線（小山駅 - 黒磯駅間）、日光線、相模線では新型車両E131系を投入し、205系（日光線のいろは車両含む）の運転が終了するとともにワンマン運転が実施される[65][69]。
      - これに伴い、宇都宮線の宇都宮駅 - 黒磯駅間における普通列車グリーン車の営業と相模線の横浜線八王子駅への乗り入れは終了した。

    - 八高線・川越線（川越駅 - 八王子駅）では、209系3500番台・E231系3000番台4両編成によるワンマン運転が実施される[69]。これにより209系3100番台は運行を終了した。
      - これに伴い五日市線は、中央快速線の八高線乗り入れとの併結運用を取りやめたことにより、ホリデー快速以外の直通運転を終了した[66]。

    - 内房線では逆に、朝の一部列車で積み残しが発生したことから、ワンマンからツーマンに変更された。
    - 八高線（高麗川 - 高崎間）では、一部列車が1両での運行となった。

  - その他の在来線
    - 仙台地区では仙石線（仙石東北ラインも含む）のダイヤを全般的に改正し、日中の列車を20分間隔とした。
    - 磐越西線においても郡山駅 - 喜多方駅間のダイヤを全般的に改正し、会津若松駅で系統が分断された[71]。これにより、会津若松駅以西を走行する列車は全て気動車での運転となった。今後、会津若松駅ー喜多方駅では電化設備を撤去する予定としている[新聞 1]。
    - 新潟地区では快速「あがの」と「信越」が廃止となり[72]、また115系とE127系0番台の定期運用を終了した。
    - 北越急行ほくほく線直通列車では、超快速「スノーラビット」が越後湯沢発新井行きの1本のみに減らされた。
      - 超快速については、一部区間でJR線内に乗り入れることから掲載している。

    - この他にも一部線区で運転本数の見直しが行われる。
    - 北上線において利用客の少ない矢美津駅と平石駅が廃止される[73]。
    - 山田線において利用客の少ない平津戸駅が全列車が通過となる。

  - 料金改定
    - 新幹線、在来線特急のグリーン席料金を値上げ。
    - シーズン別の指定席特急料金に最繁忙期を追加。主にGW、お盆、年末年始に適用される。

- 東海[58]
  - 在来線特急列車全般
    - 愛称「ワイドビュー」の使用を終了する。

  - 名古屋地区在来線
    - 中央線（名古屋駅 - 中津川駅間）では、直前の3月5日から新型車両315系が投入され[74]、改正時から快速・普通列車が終日全列車8両編成での運転となる。
      - これに伴い、改正前は10両編成で運転されていた朝時間帯に増発し、輸送力の維持を図る。
        - 普通・快速列車に増発の影響で、ホームライナーを削減。全列車瑞浪発着に拡大又は縮小し、朝と夜とで異なっていた停車駅を統一。

      - 車両の動きとして、神領車両区配置の211系5000番台の廃車が開始された他、313系8000番台が静岡車両区に転出し、東海道線 (静岡地区)のお手洗の確保および転換クロスシート設置による着席サービス向上を図る[75]。
      - 中津川駅から先の駅（坂下駅・南木曽駅・松本駅）および名古屋駅から東海道線岐阜駅への乗入れは廃止され、特急「しなの」および愛知環状鉄道線瀬戸口駅発着の列車を除き、全て名古屋駅 - 中津川駅間で完結した運行となる。
      - 改正時の315系の運用列車は、運行区間各駅の時刻表で特定可能[76][77]。平日夕方の愛知環状鉄道線瀬戸口駅への乗入れ運用にも使用される。

    - 関西線では、区間快速が八田駅と春田駅に停車する。なお、土休日朝の区間快速は廃止となる。
    - 名古屋駅発の各線は、終電が0時05分発（中央線の普通列車高蔵寺行）となり、それ以降の列車は廃止となる。運転区間短縮、種別変更も併せて行われる。
    - 高山線では、岐阜地区の終車を繰上げ、23時台に岐阜駅を発車する列車の運転間隔を改善する。
    - 「ホームライナー大垣」の上り列車を稲沢線経由とする[78]。
    - この改正直前の3月6日に、国鉄時代に製造された車両として最後に残っていた211系0番台が運用を終了、全ての車両がJR東海発足後に製造された車両に統一された[79]。
    - 7月1日のHC85系運転開始に備えて特急「ひだ」の編成を見直し、名古屋駅発着の全列車にグリーン車が連結されるようになる。

  - 静岡地区在来線
    - ホームライナーが、東海道線静岡地区では土休日の運転を廃止とし、平日のみの運行とする。
    - 御殿場線直通の小田急ロマンスカー「ふじさん」6号の発着時刻を繰り上げ、臨時列車の設定が無くなる。

- 西日本[59]
  - 在来線特急列車
    - 「サンダーバード」「しらさぎ」「くろしお」「こうのとり」「きのさき・はしだて」「スーパーはくと」「やくも」について一部の列車を今後も週末などの運転とするとともに、利用状況に合わせて運休していた列車の運転再開を進める。
    - 「くろしお」「こうのとり」「きのさき・はしだて・まいづる」を全車指定席とし、「サンダーバード」「しらさぎ」についても指定席を拡大する。
    - 「能登かがり火」1往復2本の運転を取りやめる[63]。

  - 京阪神地区在来線[80]
    - 朝通勤時間帯は琵琶湖線、JR京都線、JR神戸線、山陽線、JR宝塚線、大阪環状線、大和路線、阪和線で運転本数を見直す。
    - 昼間時間帯は琵琶湖線新快速（草津駅 - 米原駅間）、湖西線（近江舞子駅 - 近江今津駅）、草津線（平日のみ草津駅 - 貴生川駅間）、嵯峨野線（亀岡駅 - 園部駅間）、学研都市線（同志社前駅 - 木津駅間）、加古川線（加古川駅 - 厄神駅）、姫新線（姫路駅 - 播磨新宮駅間）、和歌山線（平日のみ王寺駅 - 高田駅間）、万葉まほろば線（平日のみ奈良駅 - 桜井駅間）においていずれも運転本数を1時間2本から1本に見直す。
    - 阪和線では、区間快速の運行時間帯を概ね8～17時台に拡大し、その時間帯に運行される普通・快速を区間快速に変更する。
      - 日中区間快速が一部日根野駅発着から熊取駅発着となり、夕方時間帯の快速は和歌山駅発着から日根野発着に短縮となる。
      - 日根野駅以南で快速・紀州路快速が通過運転する時間帯が短縮される。

    - 奈良線では103系の運行を終了した。
    - 学研都市線では、平日19時台の一部区間快速京田辺行きの運転を取りやめ、休日夕方の京橋駅 - 四条畷駅間の普通が運転取りやめとなる。
    - 大和路線では、JR難波駅 - 王寺駅・奈良駅間で運行される快速を平日は10時台、休日は10時台半ばから11時台、および夕方時間帯において運転を取りやめ。
    - 一部の新快速で実施している「Aシート」を全席指定席とする。また平日夕方の大阪始発の新快速を姫路方面2本、京都方面1本運転を取りやめ。
    - おおさか東線の普通電車を201系から221系に置き換え。
    - その他の路線・時間帯でも運転間隔の調整を実施し、大阪環状線・草津線では終電をさらに繰り上げ。
    - 和歌山地区
      - きのくに線で一部普通列車の発着駅を箕島駅に変更。
      - 和歌山線・きのくに線・阪和線の一部列車の運転を取りやめ。

  - その他の在来線
    - 北陸地区では七尾線で全時間帯において運転時刻が見直されるほか、氷見線で臨時快速「ベル・モンターニュ・エ・メール」（愛称：べるもんた）を除く全列車がワンマン運転となる[63]。
    - 岡山地区では快速「サンライナー」（岡山駅 - 福山駅間）を廃止した[81]。
    - 山陰地区では快速「アクアライナー」が廃止、快速「とっとりライナー」が朝の一往復のみに大幅削減。
    - 広島地区では朝夕通勤通学時間帯の可部線を全て4両編成とするほか、山口地区では227系の運転区間を改正前の徳山駅から新山口駅まで拡大。また、山口線の特急「スーパーおき」・「SLやまぐち号」を除く全列車がワンマン運転となる[82]。
    - その他の地区の各線においても運転本数の見直しが行われる。

- 四国[83]
  - 高徳線（徳島駅 - 板野駅間）、鳴門線でパターンダイヤを導入し、日中の発車時刻を分かりやすくする。
  - 「しまんと」1往復2本の運転を取りやめる。
  - 快速「マリンライナー」の最終列車を上下線とも1本繰り上げた。特に下り最終のマリンライナーは日本一遅い終電（高松駅1時20分着）だったことから、日本一遅い終電の座を東武野田線（七光台駅平日のみ1時16分着）に明け渡した。上り最終マリンライナーの代替として、高松発多度津行き普通が設定され、結果的に多度津行きの終電が繰り下げられた。
  - 「しおかぜ」「いしづち」の最終列車は、松山行きから伊予西条止まりに見直し。

- 九州[60]
  - 朝・夕通勤時間帯に特急の福間駅停車本数を増やす。
  - 折尾駅の高架化工事が完了し、同駅の鷹見口が廃止となった。
  - 2022年9月23日に西九州新幹線（武雄温泉駅 - 長崎駅間）の開業が控えているため、今回は大規模な変更を行わない。

- 貨物
  - 高松貨物ターミナル - 松山貨物駅間に平日に1往復運転される列車で、伊予西条 - 松山貨物駅間の運行をJR四国に委託していたが、これを解消して全区間でJR貨物の乗務員が運行、これにより、旅客鉄道の乗務が運行する貨物列車が全廃される。
  - 越谷貨物ターミナル駅 - 姫路貨物駅間の列車をブロックトレインとし、所要時間を短縮する。
  - 南福井駅や広島貨物ターミナル駅発着列車の本数が増加。
  - 本改正でも国鉄型機関車の運用が削減され、中央西線においてEH200形電気機関車の運行を開始した。また、EF67形電気機関車の運行が終了した[84]。

### 6月5日
新潟駅の高架ホームの全面供用を開始したことにより、在来線の全列車が高架ホームからの発着となった。これに伴い、一部列車で時刻や発着番線の変更が行われた。

### 9月23日
西九州新幹線（武雄温泉駅 - 長崎駅間）の開業に伴い、九州（九州新幹線を除く）と西日本でダイヤ改正を実施。
- 西九州新幹線・西九州エリア在来線
  - 新規開業区間には嬉野温泉駅（新設）・新大村駅（新設）・諫早駅が設けられ、N700S系8000番台6両編成が投入される。
  - 「かもめ」の名称を西九州新幹線に移行し、在来線の「かもめ」は武雄温泉駅で新幹線に接続する「リレーかもめ」として運転。
    - 西九州新幹線「かもめ」の定期列車は武雄温泉駅 - 長崎駅間で22往復に加えて新大村駅 - 長崎駅間の区間列車が下り2本、上り1本設定され、諫早駅には全列車が停車するが、嬉野温泉駅と新大村駅は一部列車が通過する。
    - 「リレーかもめ」は下り18本、上り16本を運転し（下り4本、上り6本は「みどり」「ハウステンボス」が「みどり（リレーかもめ）」「ハウステンボス（リレーかもめ）」として接続）、885系6両編成または787系8両編成を使用する。

  - 佐世保線の高速化に合わせて「ハウステンボス」と連結しない「みどり」の一部列車に885系を投入し、787系「みどり」の運転を終了する。
  - 新幹線に接続しない博多駅 - 佐賀駅・肥前鹿島駅間の「かもめ」を「かささぎ」に改称し、下り8本、上り9本を運転。
  - 長崎本線・佐世保線の肥前山口駅を江北駅に改称し、並行在来線となる長崎本線の江北駅 - 諫早駅間は上下分離区間となる。
    - このうち肥前浜駅 - 諫早駅間は非電化区間となり、原則として気動車（キハ47形リニューアル車[87]）で運転される（一部列車は江北駅、長崎駅まで直通）。
    - また、諫早駅 - 長崎駅間についても非電化区間となり、原則としてハイブリッド車（YC1系）で運転される。
    - これに伴い、特急「36ぷらす3」月曜ルートにおける長崎駅乗り入れを終了し、10月3日から博多駅 - 佐世保駅間（佐世保行きのみ肥前浜駅を経由）で運転する[88]。

  - 大村線においては新大村駅（新幹線連絡）と大村車両基地駅の2駅が新設され、「シーサイドライナー」の停車駅が見直される。
  - 新たなD&S列車として特急「ふたつ星4047」を武雄温泉駅 - 長崎駅間（長崎行きは長崎本線・喜々津 - 浦上間旧線経由、武雄温泉行きは大村線経由）で運転する。
- その他在来線
  - 特急「ソニック」については臨時列車化された6往復のうち1往復を定期列車に戻し、福間駅・赤間駅・戸畑駅に停車する列車を増やす。
  - 特急「きらめき」（小倉駅 - 博多駅間）夜間1本の運転を取りやめ、朝時間帯の特急「かささぎ」（門司港駅 - 肥前鹿島駅間）に変更する。
  - 特急「九州横断特急」1往復の運転区間を熊本駅 - 別府駅間から熊本駅 - 大分駅間に短縮する。
  - 特急「かわせみ やませみ」は豊肥本線（熊本駅 - 宮地駅間）で土休日を中心に運転する。
  - 特急「A列車で行こう」は三角駅行きのみ網田駅に停車し、片道当たりの乗車時間を拡大する。
  - 鹿児島本線（福岡・北九州エリア）において全時間帯で運行体系を見直す。
    - 朝時間帯の門司港駅 - 荒尾駅間で運転本数などを見直し、定員比で10%程度削減する。
    - 日中時間帯は快速列車の運転を取りやめ、区間快速の快速区間を福間駅 - 二日市駅・鳥栖駅間とする。
    - 夕方以降の時間帯においても小倉駅 - 荒尾駅間において上下線とも毎時1本程度の運転を取りやめる。

  - この他の九州内各線区においても、一部区間で日中時間帯などの運転本数見直しや最終列車の繰り上げが行われる。
- JR西日本
  - 保守工事時間確保のため、毎週月曜日に岩国 - 下関間を運休とする列車を設定する。
  - 下関と門司をまたぐ列車の大半を下関 - 小倉間のみの運行とする。

### 10月1日
JR東日本のいくつかのエリアでダイヤ改正。
なお、時刻の変更はないがJR北海道では、特急「北斗」において運用変更が同日に行われ、9月30日でキハ281系の定期運用を終了し、全列車がキハ261系での運転となる。
信越エリア
- 2011年（平成23年）7月の豪雨被害以来、長く不通となっていた只見線の会津川口駅 - 只見駅間の運転を再開。これに伴い、只見線全線でダイヤ改正を実施し、会津若松駅 - 只見駅間でワンマン運転を実施する。

関東エリア
- 「ホリデー快速鎌倉」が特急「鎌倉」に格上げとなる。
- 政府の入国水際対策緩和を受けて、特急「成田エクスプレス」の全列車が運転を再開する。

### 10月16日
JR北海道の札幌駅で、北海道新幹線乗り入れに向けた構造物の変更に着手。学園都市線（札沼線）専用の11番線の使用を開始する代わりに、1番線の使用を停止する。これに伴い、多くの列車の札幌駅発着番線が変更となる。

## 2023年（令和5年）

### 1月10日
この日より奥羽本線（山形線）の板谷駅と大沢駅が冬季通過となった。ただし、峠の力餅の立ち売りを行っている峠駅はこれまで通り停車とする。

### 2月13日
大阪駅（うめきたエリア）地下ホームの新設に伴う地下化により、その前後で最大23.5パーミルの勾配があるため、安治川口駅を発着する2往復の貨物列車にEF210形300番台を後補機として連結する必要が生じた。対象となる列車は、吹田貨物ターミナル駅で機関車の連結、切り離しの作業を行う。
補機を連結する対象となる貨物列車は以下の通り。
- 2061レ・2060レ（東京貨物ターミナル - 安治川口）
- 58レ・59レ（盛岡貨物ターミナル - 安治川口、福山レールエクスプレス）

### 3月18日
各社でダイヤ改正を実施。なお、四国については接続する新幹線における時刻変更などに伴う小規模な修正に留まり、「一部ダイヤ改正」という表現となっている。
この日、JRを含む多くの事業者で「鉄道駅バリアフリー料金」が設定され、普通運賃で10円程度の運賃が上乗せされた。ただし、東急電鉄のように大幅な運賃値上げが行われた事業者もある。
- 新幹線
  - 東海道・山陽・九州新幹線[94][95][96][97]
    - 一部列車の所要時間を短縮する。
    - 相鉄新横浜線・東急新横浜線の開業に合わせ、早朝に新横浜始発の臨時「のぞみ（491号）」を新設する。
      - これに伴い、新横浜6時ちょうど発の定期「ひかり533号」については、のぞみ491号の運転可否を問わず小田原駅で3分停車、所要時間が2 - 3分ほど伸びる。

    - 新大阪駅発着定期列車を臨時延長する形で山陽新幹線に乗り入れる臨時「のぞみ」を設定する。
    - これまで一律で70号始まりとしていた東京駅発着ではない「のぞみ」の付番設定を変更、品川始発の79号が99号になり、「品川始発の『のぞみ』99号」が3年ぶりに復活する。
    - 「ひかりレールスター」のうち、上り1本が「こだま」に格下げ、上り1本（590号）のみとなる。
    - 「みずほ」4往復と「ひかり」1往復の一部区間を毎日運転の臨時列車とする一方、昨年のダイヤ改正で臨時列車とした「さくら」を定期列車に戻す。
      - 西明石駅に停車する「さくら」が初めて設定される。
      - 夜間時間帯の列車の設定の見直しが行われた。

  - 東北・山形・秋田・北海道新幹線
    - 特に目立った改正内容はない。

  - 上越・北陸新幹線[98][99]
    - 上越新幹線の全列車をE7系に統一し、大宮駅 - 新潟駅間の最高速度を240km/hから275km/hに引き上げ、所要時間が最大で7分短縮される。
      - これに伴い、北陸新幹線においても所要時間が短縮される。
- 北海道[100]
  - 石北線特急「オホーツク」「大雪」の全列車を183系から283系に置き換え、両数もグリーン車なしの3両編成に見直された。
  - 特急「オホーツク」1号の座席数減をカバーするため、札幌駅～旭川駅間の特急「ライラック」3号の時刻が繰り上げられる。
  - 北海道日本ハムファイターズの新球場エスコンフィールドHOKKAIDOの開業に伴い、夜間の千歳線札幌方面行きにおいてナイトゲーム開催日の臨時快速列車運転を含めた輸送力の増強が行われる[101]。
  - 朝夕の快速「エアポート」3往復など一部の札幌圏の列車を土休日運休から毎日運転に戻す。
  - 平日朝に手稲発札幌行きで3本運転している「ホームライナー」を毎日運転の座席指定制列車とし、乗車料金を変更する[102]。
  - 富良野線の全列車がH100形での運行に統一された。
  - 本改正でも利用客の少ない駅として、日高本線の浜田浦駅が廃止され、釧網本線の細岡駅が臨時駅となる。
- 東日本[98]
  - 在来線特急列車
    - 高崎線特急ではこれまで臨時列車などで使用されていたE257系5500番台（グリーン車なし・5両編成）が投入される[103]。
      - これに伴い、「草津」は列車名を「草津・四万」に変更し、土休日の「あかぎ」を含めて全車指定席とする（ただし、「草津・四万」については新たな着席サービスを導入しない）。これに伴い、「スワローあかぎ」は「あかぎ」に編入される形で列車名が廃止された。
      - また、「草津・四万」・「あかぎ」ともに一部列車では運転時間帯や運転区間が見直される。
      - この転用によって波動用車両が不足するため、臨時列車においては185系を使用することになった。

    - 東海道線特急では平日の夕方に「湘南」を東京発平塚行きで1本増発し、運転開始時刻を18時から17時30分に繰り上げられた[104]。また、臨時列車扱いの17号が19号となり、運転区間が東京→平塚間に短縮された。
    - 常磐線特急では「ひたち」5号を品川始発に延長した。これによりひたち号は全列車を品川駅発着に統一された。「ときわ」の全列車が柏駅に停車するようになった[105]。
    - 中央線特急では午前中に新宿駅に到着する上り「あずさ」「かいじ」の全列車が東京行きに延長された[106]。
      - 篠ノ井線（塩尻駅・松本駅 - 長野駅間）において臨時特急「信州」がE353系3両編成で1往復が新設された[107]ほか、臨時の「あずさ・かいじ」に連結される形で「富士回遊」を設定する。

    - JR・東武直通特急では、一部列車の運転時間帯を変更した上で定期列車を「スペーシア日光」「きぬがわ」各1往復のみに見直された[108]。
    - 上越新幹線の速度向上に合わせて、羽越線特急「いなほ」の運転時刻を変更。「とき」「いなほ」「しらゆき」相互間の接続を改善する[109]。

  - 首都圏在来線
    - 京葉線では新習志野駅 - 海浜幕張駅間に幕張豊砂駅が開業し、各駅停車と武蔵野線直通列車が停車する[110]。
      - 混雑均等化のため、平日上り快速の運行終了時間を18時台前半に繰り上げた。
      - これに合わせて平日の朝夕時間帯に西船橋駅発着の列車を増発し、一部の快速列車を各駅停車に変更する。

    - 成田線では日中時間帯に成田空港駅発着の3本の列車が、東京駅方面（横須賀・総武快速線）から直通する快速電車から、千葉駅発着の普通電車に変更された。
    - 東海道線では快速「アクティー」を廃止、34年の歴史に幕を下ろす[104]。
    - 青梅線・五日市線では東京アドベンチャーラインの区間にあたる青梅駅 - 奥多摩駅間のワンマン運転開始や青梅駅・河辺駅の新設ホーム供用開始に伴い、運行体系が大幅に見直される[106]。
      - 青梅線で御嶽駅・奥多摩駅を発着する電車はすべて青梅駅発着になった。
      - 「ホリデー快速あきがわ」（武蔵五日市駅発着）を廃止し、「ホリデー快速おくたま」（奥多摩駅発着）は青梅駅で乗り換えとした上で青梅駅 - 奥多摩駅間を臨時列車とする。

    - 常磐線の水戸駅 - いわき駅間でE531系5両編成で運転される列車においてワンマン運転を開始する[105]。
    - 相鉄新横浜線・東急新横浜線開業に伴い、埼京線・湘南新宿ラインでは時刻の修正が行われる。

  - その他の在来線
    - 田沢湖線では盛岡駅 - 大釜駅間に前潟駅が開業し、普通列車が停車する[111]。
      - これに合わせて盛岡近郊では朝時間帯の輸送体系を見直し、東北本線ではIGRいわて銀河鉄道線との直通列車が増加する[112]。また、快速「アテルイ」が廃止となる。

    - 仙山線ではダイヤを全面リニューアルし、快速列車は仙台駅・愛子駅間で各駅停車に統一された[113]。
    - 昨年のダイヤ改正日から実施されていた、奥羽本線福島駅 - 庭坂駅間一部普通列車のバス代行輸送を終了し、庭坂駅・米沢駅間の列車を福島駅発着に戻す[113]。
    - 昨年のダイヤ改正で通年全列車通過とされた山田線の平津戸駅が廃止される[112]。
    - 快速「はまゆり」のうち、3・4号を東北本線内各駅停車に変更、53・54号に改める。
    - 北越急行ほくほく線の超快速「スノーラビット」と快速が廃止となり、全列車が普通列車のみとなる。
    - 特急「しらゆき」6号が新井駅に到着したあと、新井発直江津行き（えちごトキめき鉄道妙高はねうまライン）の回送としていた列車を普通「おかえり上越3号」として運行、上越妙高駅で新幹線「はくたか」との接続を行う。
      - これに伴い、毎日運転の臨時列車だった普通「おかえり上越」を定期列車化する。

  - この他にも各線区で運転本数の見直しが行われ、山手線では35本、首都圏以外も含めた東日本全在来線の平日ダイヤでは124本が削減される[114]。
- 東海[94]
  - 特急「ひだ」の全定期列車（大阪駅発着列車を含む）をHC85系に統一する。大阪駅発着列車の25・36号およびそれらと併結した5・16号の停車駅を減らし、名古屋駅発着列車の1・18号の停車駅を増やす。
    - ただし、1・18号は行き違い待ちで運転停車としていた駅を客扱い化することから、所要時間はほぼ変わらない。
    - 飛騨古川駅 - 富山駅間においてグリーン車の営業を終了する[115]。なお、高山駅 - 飛騨古川駅間では1日1往復（5号・12号）のみグリーン車の営業を継続する[115]。

  - 高山本線では朝晩の岐阜駅・高山駅間の列車が下呂駅発着に見直された。また、美濃太田駅・下呂駅間の1往復は高山駅発着に延長され、参宮線伊勢市発の始発列車を5時台に見直した。
  - その他の在来線でも、時刻が一部見直される。
- 西日本[116]
  - 在来線特急列車
    - 大阪駅（うめきたエリア）開業に伴い、「はるか」「くろしお」が大阪駅に停車する[96]。
      - 「くろしお」は全列車が西九条駅を通過する。「はるか」の和泉府中駅・日根野駅停車便を増やす。
      - これに合わせて、土休日（超繁忙期を除く）に臨時特急「まほろば」を設定する。この年の運行より、「まほろば」に専用表示を設定する。

    - 「はまかぜ」の運転時刻や運転区間を見直し、鳥取駅発着列車が5・2号から1・4号に変更される[96]。
    - 新幹線の時刻変更に合わせて、「スーパーおき」の運転時刻を変更する[117]。

  - 京阪神地区在来線[96]
    - 大阪駅（うめきたエリア）開業に伴い、おおさか東線の列車が大阪駅に乗り入れる。
      - 「直通快速」がJR淡路駅に新規停車し、4扉ロングシート車7両編成から3扉転換クロスシート車8両編成での運転に変更された。

    - 奈良線の京都駅 - 城陽駅間と山城多賀駅 - 玉水駅間が複線となり、所要時間が短縮される。
    - 琵琶湖線・JR京都線・JR神戸線で運転している新快速「Aシート」に225系700番台を新造し、6往復に拡大された。
    - 嵯峨野線において223系2500番台の運行を開始した。
    - 和田岬線では103系の運行が3月18日で終了、207系に置き換えられた。
    - 湖西線では113系の定期運用が終了した。
    - 琵琶湖線・山陰線・草津線・JR宝塚線・福知山線・阪和線・播但線・赤穂線では運転本数・区間の見直しが行われた。

  - その他の在来線[117]
    - 岡山地区では新幹線の時刻変更により快速「マリンライナー」との乗り換え時間が改善されるほか、山陽線・宇野線・福塩線・赤穂線では本数見直しが行われる。
    - 芸備線では普通列車の一部を快速「みよしライナー」に変更する。
    - 山陽線の岩国駅 - 下関駅間において、4両編成の列車でワンマン運転を開始する。
- 四国
  - 快速「マリンライナー」および特急「しおかぜ」と山陽新幹線との接続改善が行われる[93]。
- 九州[97]
  - 特急「ソニック」のうち停車駅の多いタイプの全列車が赤間駅に停車する。
  - 新幹線の時刻見直しに伴い、熊本地区の最終列車を繰り上げる。
  - 西九州新幹線の運転本数に変更はない。在来線も、運転時刻や区間の変更が行われるが、運転本数自体には変更はない。

### 4月1日
JR北海道で留萌線の石狩沼田駅 - 留萌駅間が前日の運転をもって廃止となるため、残る深川駅 - 石狩沼田駅間の運転時刻が見直された。

### 5月8日
JR西日本で赤穂線（備前片上駅 - 長船駅 - 西大寺駅間）において運転間隔が開く時間帯があり、通学客の混雑で問題となっていたため、長船発岡山行きを備前片上発に、岡山発西大寺行きを備前片上行きにそれぞれ延長し、混雑の緩和を図る。

### 5月20日
JR北海道で室蘭線（苫小牧駅 - 室蘭駅間）において新型車両737系が投入され、この区間の普通列車が一部列車を除き電車化されることで速達化（苫小牧・東室蘭間の最速は50分台）が図られるため、接続の改善を含めた列車体系の見直しが行われた。

### 6月1日
JR九州で鹿児島本線福岡地区の混雑緩和を目的として、福間発博多・南福岡行きの快速列車と南福岡発博多・吉塚行きの普通列車を各1本臨時列車として増発し、当分の間平日毎日運転する。

### 7月1日
JR九州で西九州新幹線および北九州都市圏の利便性向上のため改正を実施。
- 西九州新幹線では「かもめ」3号の運転時刻を繰り上げることで、浦上・長与方面への接続を改善する。
- 鹿児島本線では朝の小倉方面行きと夕方以降の博多方面行きの特急列車が各3本福間駅に停車する。
- 日豊本線では朝の上りのみ1本運転されている快速列車が下曽根駅に停車し、列車の運転順序が見直される。

この他、時刻の変更はないがJR東海では、特急「南紀」全列車がHC85系での運転に変更される。

### 7月15日
熊本地震の影響で不通となっていた南阿蘇鉄道が全線で運転を再開し、朝に豊肥本線肥後大津駅まで直通運転を行う列車を設定した。

## 2024年（令和6年）

### 3月16日
各社でダイヤ改正を実施。
- 新幹線
  - 東海道・山陽・九州新幹線[121]
    - 早朝・夜間時間帯の東海道新幹線区間を中心に利便性向上が図られる。
      - 通常の上り最終列車の後を含む早朝・夜間時間帯に臨時「のぞみ」を増設する。
        - 前年に新設された新横浜始発の臨時「のぞみ」についても、繁忙期などに山陽新幹線直通となる。

      - 山陽新幹線直通「のぞみ」最終列車が繰り下げられ、東京駅 - 博多駅間の最短所要時間は4時間45分となる。
      - 夜間時間帯の下り「ひかり」では一部列車の繰り上げや停車駅追加により、列車間隔が改善される。
      - この他、接続改善や一部列車の運転区間・停車駅変更などが行われる。

    - 喫煙ルームが全面廃止となり、新幹線内で煙草が吸えなくなった。

  - 上越・北陸新幹線[122][123]
    - 北陸新幹線の金沢駅 - 敦賀駅間が開業した。
      - 新規開業区間には小松駅・加賀温泉駅・芦原温泉駅・福井駅・越前たけふ駅（新設）が設けられた。
      - 東京駅 - 敦賀駅間の直通定期列車は「かがやき」9往復と「はくたか」5往復の計14往復が運転される。
        - 「かがやき」のうち5往復は新規開業区間で福井駅のみに停車し、残る4往復はこれに加えて加賀温泉駅・芦原温泉駅に停車する列車と小松駅・越前たけふ駅に停車する列車が2往復ずつとなる。ただし、敦賀駅における在来線特急への接続は考慮していない。
        - 「はくたか」はいずれも新規開業区間の各駅に停車する。

      - 富山駅・金沢駅 - 敦賀駅間で「つるぎ」25往復（うち7往復は金沢駅発着）を運転し、敦賀駅で在来線特急と接続する。
        - 「つるぎ」のうち15往復が敦賀駅で大阪方面からの「サンダーバード」と米原・名古屋方面からの「しらさぎ」の両方に接続し、残る10往復は「サンダーバード」のみに接続する。
        - 新規開業区間の途中停車駅は9往復が福井駅のみ、残る16往復は各駅となる。
        - 後述する在来線特急と接続しない列車を含め、「つるぎ」全列車でグランクラスの営業が行われる。

      - 通勤・通学や「かがやき」との接続のため在来線特急と接続しない「つるぎ」を富山駅 - 敦賀駅間と富山駅 - 金沢駅間で各2往復、金沢駅 - 敦賀駅間で上りのみ1本運転する（いずれも各駅停車）。

    - 上越新幹線では福島県沖地震などを受けた夜間作業時間の拡大のため、東京発の最終の新潟行「とき」が21時40分から21時20分に、高崎行「たにがわ」が23時0分から22時40分にそれぞれ繰り上げとなる。
      - これにより、新潟行最終「とき」から長岡駅・新潟駅で在来線各方面の終電に乗り換えが可能となる。

  - 東北・山形・秋田・北海道新幹線[122]
    - 山形新幹線「つばさ」に新型車両E8系が投入され、東京駅 - 山形駅・新庄駅間の最短所要時間が4分短縮される。
      - これに伴い、東京駅 - 福島駅間で「つばさ」と連結する「やまびこ」をE2系からE5系に置き換える。

    - 2022年改正で臨時列車とされた列車の一部を定期列車に戻す。
      - これに伴い、東京駅 - 盛岡駅間の「やまびこ」の一部列車を東京駅 - 仙台駅間に見直す。

- 北海道[124]
  - 千歳線を経由する特急4列車（「北斗」「すずらん」「おおぞら」「とかち」）は全車指定席となる[125]。
    - 札幌駅 - 旭川駅間の特急「ライラック」「カムイ」についても指定席が拡大される。

  - 日中時間帯（9時～16時）の「エアポート」を1時間6本に増発する。
    - 特別快速（1本）、快速（3本）に加えて北広島駅 - 新千歳空港駅間の各駅に停車する区間快速（2本）を新設する。
      - この時間帯の千歳線普通列車は札幌駅 - 北広島駅間および千歳駅 - 苫小牧駅間（一部列車は東室蘭・室蘭方面直通）での運転となる。

    - 小樽駅発着「エアポート」全列車が桑園駅に停車し、日中時間帯の快速は手稲駅 - 小樽駅間の各駅にも停車する。
      - 函館線内で運転されている快速「ニセコライナー」についても同様に停車駅が追加される。

  - 函館線では札幌駅 - 江別駅間の日中時間帯普通列車を1時間3本に見直し、岩見沢駅 - 旭川駅間に737系を投入する。
    - キハ40形普通列車についてもH100形に置き換え、いずれも岩見沢駅 - 滝川駅間はワンマン運転となる。
    - 滝川発旭川行きの始発列車が6時半から45分発に繰り下げられる。

  - 石北線と釧網線の全普通・快速列車をH100形で運転し、特別快速「きたみ」については2両編成となる。
    - 釧網線では網走発知床斜里行きの最終を22時から20時台に、摩周発釧路行きの始発を5時台から6時台（川湯温泉始発）、釧路発摩周行きの最終を22時から18時台（川湯温泉行き）に見直す[126]。

  - 3月末をもって鉄道営業を終了する根室線富良野駅 - 東鹿越駅間は折り返し運転とし、日中時間帯に1往復増発する。
    - 滝川駅 - 富良野駅間では全列車を普通列車に統一し、最終の時刻を21時台に繰り上げる[127]。

  - 本改正でも利用客の少ない駅の見直しが行われ、4路線で5駅が廃止される。
- 東日本[122]
  - 在来線特急列車
    - 房総特急では「しおさい」「わかしお」「さざなみ」を全車指定席とし、「成田エクスプレス」を含めた輸送体系・料金体系が見直される[128]。
      - 「しおさい」にE259系6両編成を投入する。なお、当初は「わかしお」「さざなみ」はこの改正で全列車がE257系500番台5両編成となり、255系は定期運用を終了する予定だったが、全車指定席化に伴う周知の猶予期間として、同年6月まで「わかしお」2号をE257系500番台10両として運行し、255系による一部の「わかしお」と「さざなみ」1往復の運用を残すこととなった[129]。
      - 平日朝夕時間帯に増発を行う一方で、日中・夜間時間帯や土休日においては運転本数・区間の見直しが行われる。
      - 「しおさい」全列車が船橋駅に停車し、「新宿わかしお」「新宿さざなみ」は秋葉原駅と津田沼駅を全列車通過とする。この他の列車でも停車駅が見直される。
      - 「成田エクスプレス」は中央線八王子駅乗り入れを取りやめ、同時間帯に中央線東京行きの「はちおうじ」を設定、空港発着以外の特急料金を他の列車に揃える。また、7号の大船駅発車時刻を「湘南」4号（戸塚、横浜通過、武蔵小杉非経由）と同時刻となる7:00とし、通勤時間帯における利用促進へと繋げる。

    - 中央線特急では「富士回遊」を1往復増発し、「あずさ」2往復を9両編成から12両編成に変更する[130]。
    - 常磐線特急では仙台駅発着「ひたち」の運転時間帯が見直される[131]。
    - 東海道線特急では「踊り子」の網代駅を全列車通過とし、「湘南」1往復が平塚駅までの運転となる[132]。
    - 特急「つがる」1往復の停車駅を絞り、「スーパーつがる」として運転する[133]。

  - 首都圏在来線
    - 相鉄・JR直通線の始発列車を繰り上げる[132]。
    - 横浜線では朝夕時間帯に根岸線への直通列車が増発される[132]。
    - 中央線快速では日中時間帯に大月駅乗り入れ列車が中央特快を中心に増発される[130]。
    - 京浜東北線では東十条行きが消滅する。
    - 東海道線では一部の沼津発着の列車を国府津駅で分断し、国府津 - 沼津間で運行する列車を5両編成・グリーン車なしに変更する。
    - 京葉線では平日早朝・日中以外の全時間帯、宇都宮線・高崎線では夕夜間帯の快速列車が各駅停車に変更される。それに伴い、京葉線の通勤快速は廃止される[128][134]。
      - 平日朝の快速・通勤快速の廃止が千葉県内で大きな波紋を呼び、熊谷俊人千葉県知事、神谷俊一千葉市長、馬淵昌也一宮町長らが苦言を呈したため、早朝の上り快速運転（外房線・内房線各1本）は継続されることとなった[135]。

    - 鶴見線ではE131系1000番台の投入が完了し、ワンマン運転を開始する[132]。
    - 常磐線においてもワンマン運転区間を拡大し、E531系5両編成で運転される全列車をワンマン運転とする[131]。
    - 普通列車のグリーン料金の体型を変更し、交通ICカードでのグリーン車を基本とした料金に変更、磁気グリーン券だと例え事前購入であっても料金が高くなる。ホリデー料金を廃止とした上で、101km以上の料金を設定する。

  - その他の在来線
    - 郡山駅の構内線路改良工事に伴う磐越東線の一部列車運休とバス代行輸送を終了する[136]。
    - 運転本数・両数の見直しやワンマン運転の拡大などが一部線区で行われる。
- 東海[121]
  - 名古屋地区在来線
    - 中央線の名古屋駅 - 中津川駅間では全普通・快速列車が315系に統一されたことから、最高速度を130km/hに引き上げる。
      - 車両が終日8両に増車されたことに伴い、日中時間帯の快速を古虎渓駅と定光寺駅のみを通過する区間快速に変更し、普通と合わせた運転本数を1時間8本から6本に見直す。
        - これにより、多治見駅までの快速停車駅は減便となるが、同種別が通過していた新守山駅と神領駅は却って乗車機会が増える。

    - 飯田線（豊橋駅 - 豊川駅間）において日中の運転本数を半減する。
      - 当該時間帯は、全ての普通列車が船町駅および下地駅にも停車する。

    - 北陸新幹線延伸のため、「しらさぎ」が全列車敦賀止まりになると同時に、全車指定席化。

  - その他の在来線
    - 東海道線（静岡地区）では315系の導入を見据えた白紙ダイヤ改正を実施し、本数こそ変化は無いものの、以下のダイヤ変更が行われる。
      - 日中時間帯の普通列車を、熱海 - 浜松間の大運転と興津 - 島田間の小運転に整理し、それぞれ1時間3本ずつの運行を基本としたダイヤにすることで、途中駅で乗継ぐ回数を減らす[137][注 17]。
        - 浜松発着の列車は、原則として豊橋発着の列車に接続する。

      - 夕方にJR東日本方面へ直通する沼津駅発着の列車を国府津発着および熱海発着とし、5両編成（グリーン車なし）に変更する[138]。

    - 身延線（富士駅 - 西富士宮駅間）において日中の運転本数を半減する。
      - 同線ではワンマン運転が拡大された。
- 西日本[139]
  - 在来線特急列車
    - 北陸新幹線延伸に伴い「サンダーバード」「しらさぎ」を敦賀駅までの運転に短縮し、敦賀駅で新幹線と接続する[123]。
      - 早朝・深夜時間帯の「しらさぎ」1往復の運転を取りやめ、米原駅 - 敦賀駅間途中無停車の臨時快速列車で代替する。

    - 「スーパーはくと」「やくも」の運転時刻を見直し、山陽新幹線との接続を改善する[140]。
      - 「スーパーはくと」は京都駅発着を2往復のみに削減する代わりに大阪駅 - 鳥取駅間で1往復増発し、8往復の運転となる。

    - 京阪神地区では朝夕時間帯の通勤特急などを拡大する[141]。
      - 奈良駅 - 新大阪駅間（天王寺経由）で「らくラクやまと」を1往復新設する。
      - 「らくラクはりま」の運転区間を網干駅 - 京都駅に延長し、運転時刻を見直す。
      - 「びわこエクスプレス」を「らくラクびわこ」に列車名変更し、運転時刻を見直す。
      - 夕夜間帯の下り「くろしお」が和泉府中駅に停車する。

    - 「サンダーバード」「しらさぎ」「スーパーはくと」「スーパーいなば」「やくも」が全車指定席となる。

  - 京阪神地区在来線
    - 昼間時間帯の嵯峨野線や平日朝時間帯のJRゆめ咲線などで増発する。
    - 大和路線・おおさか東線の「快速 うれしート」の運転本数を拡大し、土休日にも設定する。
      - おおさか東線の「直通快速」が城北公園通駅に停車する。

    - 湖西線・草津線では国鉄型車両の全廃に伴い所要時間が短縮され、京都駅 - 近江今津駅間の普通列車の所要時間が最速で50分台、草津駅 - 柘植駅間の所要時間が最速で40分となった。

  - その他の在来線
    - 北陸新幹線の金沢駅 - 敦賀駅間開業に伴い、北陸本線が大聖寺駅を境に金沢方面がIRいしかわ鉄道、福井・敦賀方面がハピラインふくいにそれぞれ移管される。
    - 一部線区で運転時刻などが見直される。
- 四国[142]
  - 土讃線・高徳線・徳島線で日中時間帯の発車時刻をおおむね統一し、一部で増発を行う。
    - 土讃線では「南風」の指定席を増やし、「あしずり」「しまんと」の運転区間や本数が見直される。
    - 徳島駅での各路線の乗り換えの利便性を高める。

  - 一部線区では運転本数の削減や駅の無人化が行われる。
    - 土讃線阿波池田発5時台の列車の土佐山田着時刻が6時台になる一方で土佐山田発阿波池田行きの始発普通列車の時刻が7時台に見直され大歩危発7時に列車を新設する。
    - 徳島発の最終時刻が22時台になる。
- 九州[143]
  - 「ソニック」は博多行において夕夜間帯の福間駅停車が拡大し、最終列車の運転時刻が繰り上げとなる。
  - 佐賀始発「かささぎ」1本の運転を取りやめ、「リレーかもめ」を1本増発する。
  - 福岡地区・熊本地区の普通・快速列車において、混雑緩和や利便性向上を図る[144]。
    - 日中時間帯の鹿児島本線において区間快速の快速運転区間が拡大され、普通列車の運転区間が延長される。
    - 朝夕時間帯においては福岡地区では増発、熊本地区では増車を行い、輸送力を増強する。

  - 宮崎地区では「ひゅうが」が1往復減便され、宮崎空港線などで本数の見直しが行われる[145]。
  - 「A列車で行こう」「海幸山幸」は運転本数を削減し、1本あたりの乗車時間を拡大する。
  - 「指宿のたまて箱」は喜入駅停車を取りやめる。
- 貨物[146]
  - 4月1日から開始されるドライバーの残業時間の厳格化（2024年問題）に伴うモーダルシフト促進のため、輸送力の増強や列車の増発を実施する。
  - 需要の高い東京貨物ターミナル駅 - 大阪貨物ターミナル駅間の1往復の所要時間を短縮する。
  - 2024年問題に対応するべく、関東から広島貨物ターミナル駅へ発着する貨物の輸送量を増やす。
  - 関東 - 札幌貨物ターミナル駅間の列車を1往復増発する。

### 9月1日
JR東日本の京葉線で、快速の運行時間帯の縮小や本数を大幅に削減したところ、外房線・内房線から京葉線方面へ通勤・通学する客や、同路線の駅を擁する市町の首長などから批判が相次いだ。
これに伴い、京葉線の各駅停車について朝の上り2本、昼の快速運行時間帯の前後に走る列車の一部、夜の下り2本を快速に変更し、快速の運転時間帯を拡大する。

### 9月29日
JR四国で松山駅の高架化による特急の運行形態の変更および、朝晩を中心にした運行本数の見直しが行われた。。
- 特急「しおかぜ」・「いしづち」・「モーニングEXP」を1番のりばからの発着に統一、宇和島方面の特急「宇和海」のほとんどを2番のりばからの発着に統一し、対面乗り換えを可能とする。
- 特急「宇和海」の指定席を宇和島寄りに変更する。
- 予讃線（高松駅～多度津駅間・今治駅～松山駅間・内子線ルートの伊予市駅～内子駅～伊予大洲駅・八幡浜駅間）・土讃線・高徳線において、朝晩を中心に運行本数の見直しを行う。
- 夜間の普通電車の廃止に伴い、特急「宇和海」、「マリンライナー」の1本ずつに停車駅を追加する。

### 10月5日
JR西日本中国統括本部で「快速 うれしート」の運行開始に伴いダイヤ修正。
- 山陽本線の岩国発広島行きで運転される一部の上り快速（平日は朝の「通勤ライナー」1本の五日市駅までの区間、土休日は夕方の「シティライナー」2本）において、最後尾1号車の後ろ寄りが指定席となる。
- この他、管内各線で一部列車の時刻や両数が変更となる。

また、関西圏でも「快速 うれしート」の運転本数を拡大する。
- 新たに朝時間帯のJR神戸線上り快速（網干・姫路発大阪行き）および奈良線上り快速・区間快速（奈良発京都行き）において運行を開始する（いずれも平日のみ）。
- 大和路線・おおさか東線では、快速（平日夕夜間のJR難波始発）および直通快速において下り列車での運行を開始する。これにより、直通快速の全列車に導入される。

## 2025年（令和7年）

### 3月15日
各社でダイヤ改正を実施。JRに関係する他社のダイヤ改正も一部記述する。
- 新幹線
  - 東海道・山陽・九州新幹線[152][153]
    - 臨時「のぞみ」の増便。
      - 東京発新大阪行の臨時「のぞみ」291号を増設。6時台に首都圏を発車する「のぞみ」は最大で14本となる。
      - 東京21時30分発の臨時「のぞみ」491号新大阪行を増設。
      - 東京駅7時台発と18時台着の臨時「のぞみ」各1本が博多発着となる。
      - 東京発博多行の臨時「のぞみ」203号を増設し、東京発博多行の最終「のぞみ」を9分繰り下げ。これにより、新大阪発着の定期「のぞみ」が211号からの設定となる。

    - 「のぞみ」全列車の3号車が自由席から指定席となる。
    - 16両編成の奇数号車（11号車を除く）にある車内共用お手洗の1箇所を女性専用とする。
    - 鹿児島中央発新大阪行の臨時｢さくら｣を設定し、同区間の始発を繰上げ。これにより鹿児島中央から新大阪まで9時台に到着できるようになる。
    - 山陽新幹線内で所定N700S系の「のぞみ」は、全てビジネスブース設置車両となる。

  - 東北新幹線
    - 東京駅 - 新青森駅間で「はやぶさ」を1往復増発。

  - 上越・北陸新幹線
    - 金沢始発・終着の臨時「かがやき」を上下各2本増設。
    - 「つるぎ」一部列車の運転区間を見直す。
    - 北陸新幹線「はくたか568号」（長野駅16:20発）に利用客が集中しており、混雑の分散を図るため、15:42発の「あさま624号」の長野駅発車時刻を10分繰り下げる。これに伴い、上越新幹線の「たにがわ412号」についても時刻を変更し、本庄早稲田を通過とする。代わりに、「とき328号」を本庄早稲田停車とする。

- 北海道[154]
  - 石北本線では特急「大雪」2往復を特別快速に変更し、札幌駅・旭川駅 - 網走駅間の運行体系が見直される。
    - 特別快速「大雪」はH100形2両編成（全車自由席）で毎日運転する。
    - 特別快速「きたみ」を快速に変更し、網走駅まで延長する（北見駅 - 網走駅間は各駅停車）。
    - 特急「オホーツク」は運転時間帯が見直される。
      - 早朝上りの2号を約1時間繰り下げ、代替として普通列車の運転区間が延長される。
      - 夕方の3・4号を繰り上げ、いずれも終着駅到着を22時台から20時台とする。

  - 札幌駅 - 旭川駅間では特急「ライラック」「カムイ」の運転時刻が変更される。
    - 夕夜間に1往復増発し、早朝・深夜の1往復を減便する。これにより上りの始発列車を繰り下げ、下りの最終列車を繰り上げる。

  - その他の特急列車においては停車駅が見直される。
    - 札幌駅 - 帯広駅・釧路駅間では「おおぞら」7号の停車駅が削減され、最速達列車となる。また、他の列車でも停車駅を変更する。
    - 札幌駅 - 函館駅間では「北斗」2号の停車駅を削減する。

  - 普通列車では石勝線（千歳駅 - 新夕張駅間）の全列車をH100形に置き換え、他路線でも一部ダイヤが見直される。
    - 花咲線では早朝の快速「はなさき」（根室行き）が廃止となり、快速列車は「ノサップ」（根室行き）と合わせて1往復となる。

  - 本改正でも利用客の少ない駅の見直しが行われ、日本最東端の東根室駅をはじめ3路線で5駅が廃止される。

- 東日本[155]
  - 在来線特急列車
    - 中央線特急では新宿駅を16時30分以降に発車する下り全列車を東京駅始発とし、2024年問題に伴う高速バスの早朝便減便に対応するべく、新宿駅・東京駅に朝7時台に到着する臨時「かいじ」70号を平日の甲府駅→東京駅間で増発する。
      - 普通列車のグリーン車サービス開始に伴い、「はちおうじ」「おうめ」は廃止となる。また、大糸線乗り入れ（1往復）については白馬駅までに短縮し上り列車を繰り上げる。

    - 常磐線特急では全定期列車が品川駅発着となる。
    - 「成田エクスプレス」の千葉駅停車を夕夜間に増やす。
    - 高崎線特急「あかぎ」では1往復の運転区間を短縮し、土休日の運転を全列車取りやめる。
    - 「しらゆき」は一部列車で運転時刻を変更する。
    - 「信州」は全車指定席とし、「しなの」の長野駅 - 塩尻駅間を含めて「在来線チケットレス特急券サービス」を開始する。
    - 臨時特急「はくば」を松本駅 - 白馬駅間で新設し、土休日を中心に運転する。

  - 首都圏在来線
    - 中央線快速（青梅線直通列車を含む）では全列車でグリーン車の連結が完了し、有料着席サービスを開始する。また、土休日朝の下り「ホリデー快速おくたま」を東京駅始発とするなど一部列車の運転区間が変更される。
    - 横須賀線・総武快速線ではE217系の運用を終了した。
    - 京葉線では快速の運転時間帯をさらに拡大し、夜間の西船橋駅 - 海浜幕張駅間で増発する。
    - 常磐線各駅停車では、小田急多摩線唐木田駅へ直通運転する列車が復活する。
    - この他、山手線や南武線等においても増発する。
    - 南武線と常磐線各駅停車でワンマン運転を実施する。
    - 八高線（高麗川駅 - 高崎駅間）では新型車両（HB-E220系）投入に備えて全列車を2両編成とし、朝時間帯を中心に運転時刻を見直す。

  - その他の在来線
    - 大船渡線のキハ100系をキハ110系に置き換える。
    - 奥羽本線（弘前駅 - 青森駅間）および津軽線のGV-E400系を701系に置き換える。
    - 越後線の新潟駅 - 白山駅間に上所駅が開業する。
    - 篠ノ井線の全駅、信越本線の篠ノ井 - 長野間、大糸線の松本 - 穂高間でSuicaなど交通ICカードの利用が可能となり、同時に東京近郊区間に指定される。
    - この他の一部路線においても、運転本数や編成両数などが見直される。

- 東海[152][156]
  - 豊橋駅7番線を改良し、名古屋方面からの折返し列車が入線できるようになる。よって、8番線に発着する豊橋 - 浜松間の普通列車と対面乗換えができるようになる。
  - 豊橋駅をまたいで直通する列車を14本から3本へ見直し。
  - 昨年に続き、JR東日本の普通列車の沼津発着を削減し、熱海で系統を分割する[157]。
  - 名古屋駅での助役の立会を廃止。
  - 名松線では、家城駅での夜間留置を再開する。
  - コロナ禍の暫定措置として全車自由席となっていた「ホームライナー」を全車指定席に戻す。

- 西日本[153]
  - 近畿エリア
    - 大阪・関西万博に向けた輸送力強化を図る。
      - 新大阪 - 桜島間に「エキスポライナー」を日中約60分間隔で設定。桜島駅から会場まではシャトルバスが走行する。
      - 大阪環状線・桜島線・阪和線で朝と夜に増発。

    - 有料座席サービス「快速 うれしート」を拡大する。
      - 新たに平日朝夕時間帯のJR京都線（野洲駅 - JR神戸線網干駅間）、嵯峨野線（京都駅 - 園部駅間）、JR宝塚線（大阪駅 - 篠山口駅間）の各快速列車に設定。
      - 既に導入している平日朝時間帯のJR神戸線（網干駅 - 大阪駅間）でも対象列車が拡大され、奈良線（京都駅 - 奈良駅間）では平日・土休日とも全ての快速列車に導入される。

    - 201系が運用を終了、中央線快速での運用開始から通算して46年の歴史に幕を下ろした。
    - 通勤特急「らくラクはりま」1・4号を増発、2往復とする。
    - 朝夕通勤時間帯に特急「こうのとり」が中山寺駅と川西池田駅に、通勤特急「らくラクやまと」が柏原駅と八尾駅に新規停車する。
    - 特急「まほろば」を土休日運転の定期列車に格上げ。万博期間中は臨時列車と合わせて2往復運転し、4月以降は使用車両を専用塗装の683系リニューアル編成に変更する。
    - 特急「はしだて」のうち、豊岡駅発着で運転される列車の快速運転区間を変更。夕日ヶ浦木津温泉駅 - 豊岡駅間が快速運転区間となる。

  - 地方線区
    - 広島近郊で、土休日の山陽線（広島駅 - 岩国駅間）、呉線を中心に増発する。
    - 土休日の「快速 うれしート」の対象列車を拡大する。
    - 岡山地区で、土休日昼間の山陽線（岡山駅 - 金光駅間）で2往復増発する。
    - 宇野線では、瀬戸内国際芸術祭の開催に伴い、茶屋町駅 - 宇野駅間で臨時列車を日中に毎日2往復増発。
    - 特急「スーパーおき」「スーパーまつかぜ」は鳥取駅 - 米子駅間でワンマン運転となる。
    - ハピラインふくいの列車増発により、敦賀駅での接続が改善される。
      - 朝の敦賀駅発快速福井行きの運転時刻を変更し、敦賀駅で「サンダーバード」1号との接続を図る。

    - その他の線区でも接続改善などのため一部列車の運転時刻が見直される。

- 四国[158]
  - 特急「うずしお」は全列車を2600系・2700系で運転し、一部列車で停車駅を変更する。また、上り1本（32号）の運転を取りやめ岡山駅に乗り入れる2往復を高松駅発着に短縮する。
  - 特急「しまんと」は「南風」と連結する2往復の運転を取りやめる。
  - 特急「宇和海」は八幡浜駅 - 宇和島駅間でワンマン運転となる。
  - 特急「剣山」は2往復の運転を取りやめ、特急「むろと」を廃止する。
  - この他にも各線区で運転間隔の調整が行われ、特急「南風」や都市近郊の普通列車などでパターンダイヤが拡大される。

- 九州[159]
  - 朝時間帯の上りと日中時間帯の下り（行橋駅始発）において特急「きらめき」を増発する。
  - 豊肥本線では特急「九州横断特急」を1往復増発し、「あそぼーい！」は「あそ」「かわせみ やませみ」に代わって熊本駅 - 宮地駅間（2往復）での運転とする。また、途中停車駅を削減する。
  - この他、一部の特急列車で途中停車駅追加や車両変更による定員拡大が行われる。
  - 鹿児島本線（福岡エリア）では朝時間帯に増発し、夕方時間帯も含め一部列車の車両数を増やす。また、全ての快速列車が海老津駅に停車する。
  - 鹿児島本線（北九州エリア）では日中時間帯に門司港駅発着列車を増発し、関門トンネルメンテナンスのため山陽本線下関駅発着列車を減便する。
  - この他の地区においても、朝夕時間帯を中心に普通列車の増発や増車が行われる。
  - 日豊本線の竜ヶ水駅 - 鹿児島駅間に新駅「仙巌園駅」が開業する。

- 貨物
  - 機関車の置換え進捗により、EF65・ED76・EF81の定期貨物運用が終了する。

### 4月1日
九州でダイヤ改正。北九州空港へのアクセス強化を図るため、一部の特急「ソニック」と「にちりんシーガイア」（5号のみ）が朽網駅に停車する。

### 4月25日
東日本でダイヤ改正。奥羽本線（新庄 - 院内間）の復旧による再開ならびに同区間の非電化化に伴い、ダイヤを変更。原則として新庄駅で山形新幹線と接続するダイヤが組まれる。